# Чоба, Шаке
Шаке Чоба (алб. Shaqe Çoba, в девичестве — Широка (алб. Shiroka); 1875, Шкодер — 1954, там же) — албанская феминистка и суфражистка. Она основала общество «Албанская женщина» (алб. Gruaja Shqiptare), организацию женщин высшего класса, недолгое время публиковавшее одноимённый журнал, освещавший женские проблемы.

## Биография
Шаке Широка родилась в 1875 году в городе Шкодер, в то время входившем в Скадарский санджак Османской империи. Её двоюродным братом был поэт Филип Широка. Она получила среднее образование в монастырской католической школе в Загребе (Хорватия), тогда бывшем частью Австро-Венгрии, где изучала итальянский, немецкий и сербохорватский языки. Обучаясь в Венеции (Италия) Шаке в 1904 году познакомилась со своим будущим мужем Ндоцем Чобой из знатной семьи Шкодера. Впоследствии у пары появился сын.
3 августа 1920 года Шаке Чоба основала и возглавила общество «Албанская женщина» для женщин высшего класса Шкодера в поддержку Албанской национальной армии, сражавшейся против военных сил Королевства Югославия, вторгшихся в северную Албанию. Организация также поднимала проблему женской эмансипации и публиковала журнал «Албанская женщина», где печатались имена сделавших и суммы пожертвований в помощь солдатам и их семьям. Издание также опубликовало множество статей, посвящённых правам и обязанностям албанских женщин. В июле 1921 года после очередной публикации журнал был закрыт.
10 ноября 1937 года при участии Шаке Чобы были реорганизованы женские ассоциации на национальном уровне с участием 150 женщин с целью борьбы с пережитками времени, неграмотностью, улучшения женской одежды, защиты здоровья матери и ребёнка и т. п.. Она тщательно сохраняла свидетельства своей деятельности в записях и дневниках, которые после её смерти в 1954 году были сохранены семьёй Чоба.
Во время празднования 90-летия албанской независимости, в ноябре 2002 года, президент Албании Альфред Мойсиу посмертно наградил Шаке Чобу Орденом Наима Фрашери (алб. Urdhri "Naim Frashëri") за её участие в движении за независимость в 1920-е годы в качестве борца «против разделения Албании и за эмансипацию албанских женщин.»